# Castellet
|  | Per a altres significats, vegeu «Castellet (desambiguació)». |

El Castellet (també Castell menor o Castillet, forma que reflecteix la pronúncia local i que s'ha adoptat com a grafia en francès) és un dels monuments més importants de la vila de Perpinyà, a la comarca del Rosselló, a la Catalunya Nord.
La seua silueta és utilitzada com a símbol de l'Ajuntament i, per extensió, de la ciutat. Fou alternativament porta de la ciutat i presó d'estat. Fou també anomenat Baluard o Bastilla. Avui alberga el Museu Català de les Arts i Tradicions Populars (La Casa Pairal) i manté encesa tot l'any la flama del Canigó.
El Castellet constà de tres parts: el Castellet gran i el Castellet petit, que conté la Porta de Nostra Senyora del Pont, o de Santa Maria, i un bastió poligonal (destruït).
És considerat com un document arqueològic de gran importància per a la història de la vila. Representa un tipus d'arquitectura militar únic en el seu gènere. A més, té un interès decoratiu amb els merlets, els permòdols i les torratxes d'estil morisc que el coronen.

## Història
El Castellet gran es va construir a l'entorn del 1368, pel mestre d'obres Guillem Guitard per encàrrec de Joan el Caçador, per reemplaçar la porta dita del Vernet que permetia de travessar les muralles, i que la ciutat es pogués comunicar amb el raval o Vila Nova. El nou passatge comportava un pont llevadís, que ja no existeix. La construcció massiva de l'edifici fou la d'una fortalesa per poder resistir qualsevol ofensiva que vingués del nord.

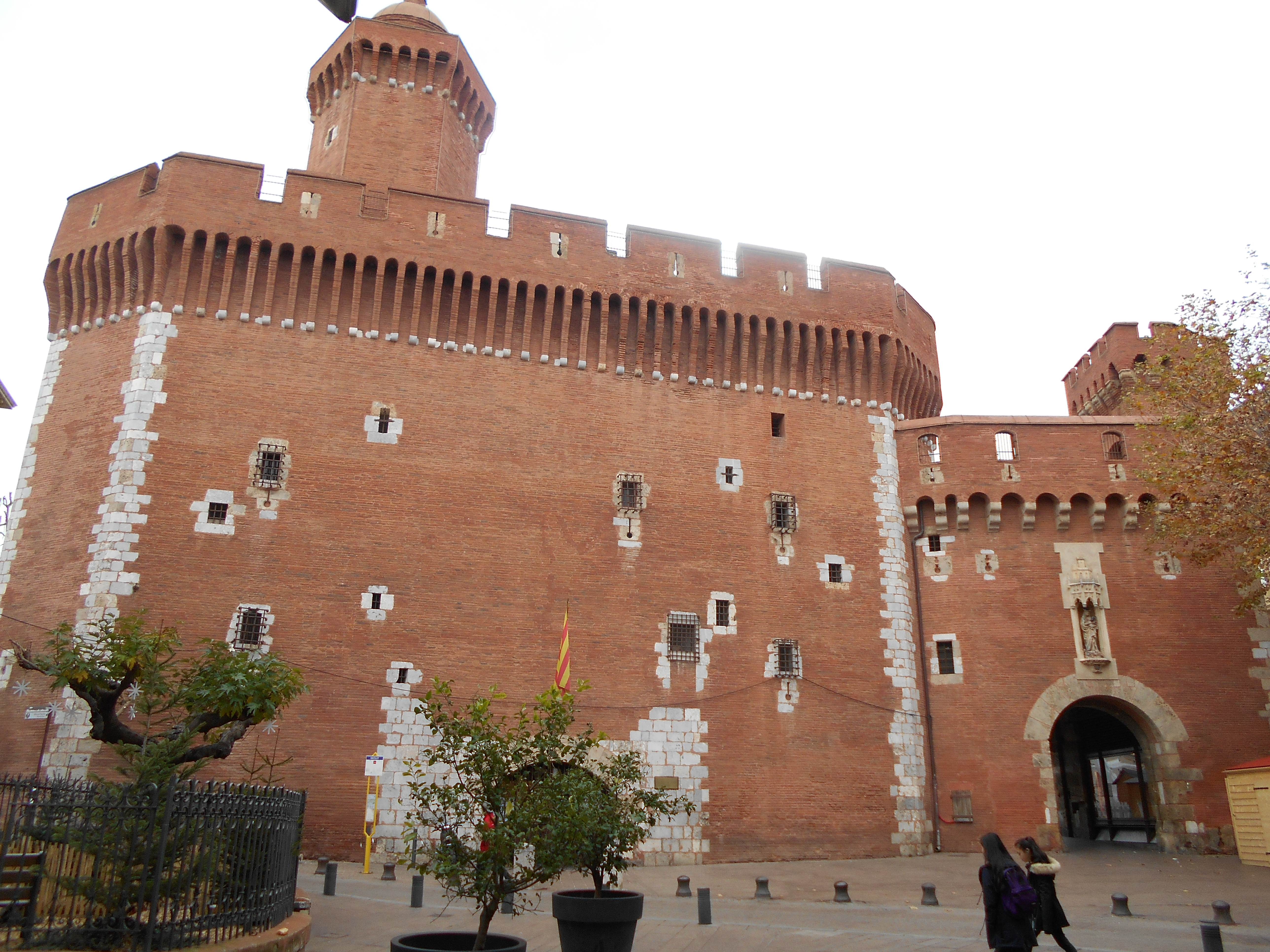
Vista general des del sud

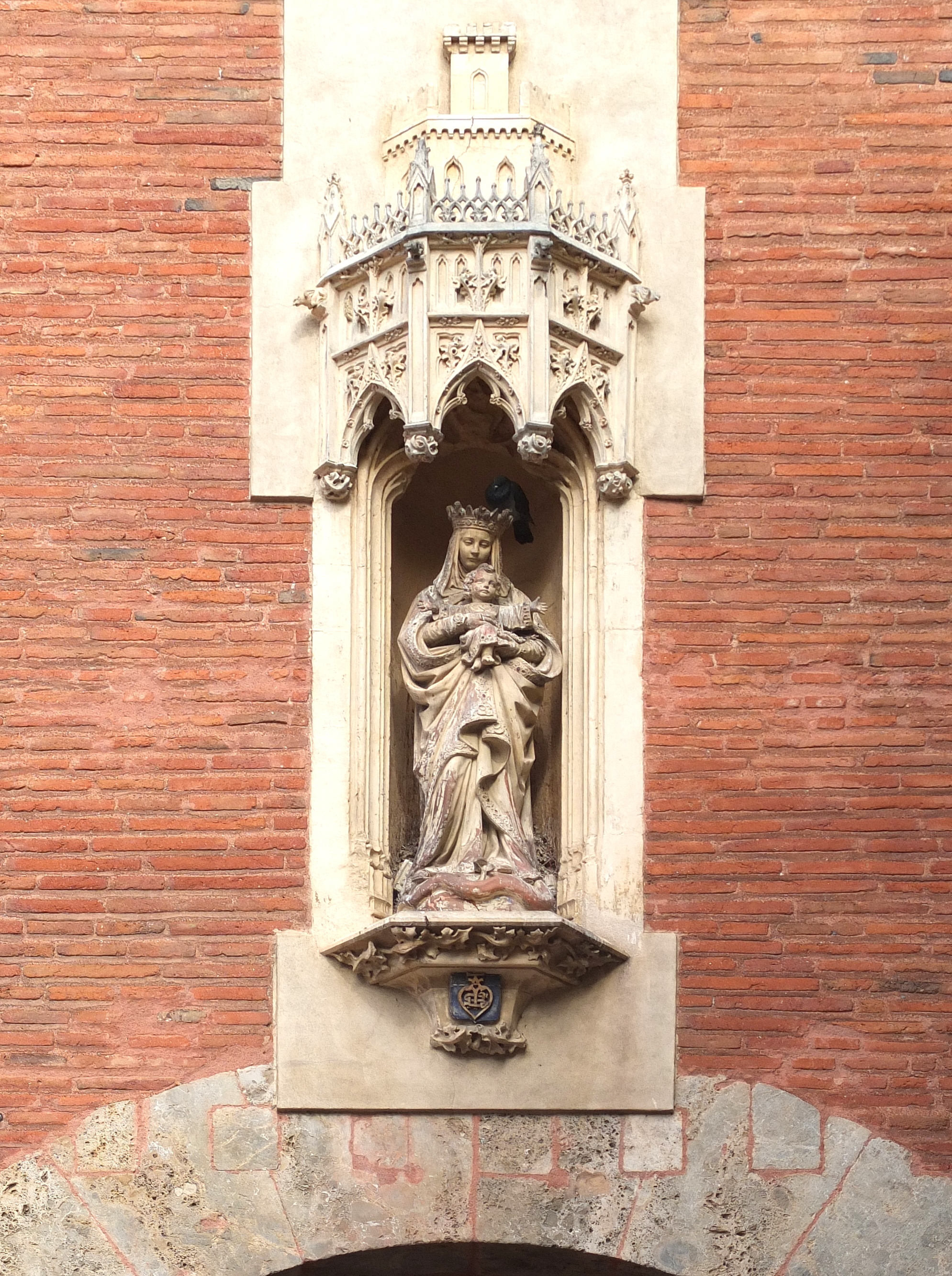
Mare de Déu amb el Nen

L'ocupació breu del Rosselló per Lluís XI va permetre canviar la destinació del Castellet. La fortalesa ja era inútil perquè els conflictes amb França havien acabat amb l'ocupació; per això esdevingué presó d'estat. Les finestres van ser enreixades i el passatge del pont llevadís va ser suprimit. Tanmateix, calia assegurar una sortida de la vila cap al Vernet, així es va juxtaposar el Castellet petit a la bastida primitiva del 1478. Fou el Portal de Nostra Senyora del Pont. Una porta que conserva en l'estil una harmonia amb la resta del monument, tot i que els matacans ens indiquen que fou bastida en una època més tardana.
El 1542, Carles V va fer cobrir el Castellet, al nord, amb un bastió poligonal la punta i el torricó del qual avançaven cap a la Bassa (riu situat al nord). Els obrers van utilitzar els materials provinents de la Capella de Nostra Senyora del Pont, que va ser enderrocada (així com les cases del raval) per raons estratègiques. Arran de la destrucció d'aquesta capella, el Castellet fou posat sota la protecció de Nostra Senyora del Pont i l'estàtua de la Mare de Déu que l'ornamentava fou instal·lada dins de la capella. Més tard, l'estàtua va ser col·locada sobre la façana, en un simple nínxol de pedra practicat al mur (el nínxol còncau, visible encara avui dia, ornamentat amb un enquadrament gòtic, data del 1864).
El 1642, Sébastien Le Prestre, marquès de Vauban, va fer reforçar el bastió poligonal de Carles V i va tornar a posar el Castellet en estat de defensa. Al llarg d'aquest segle també es va construir el cos de guàrdia. Era una obra bastant senzilla (enderrocada el 1843), situada a la planta baixa del costat sud, coberta amb teules. Com indica el seu nom, era el quarter del cos de guàrdia. Un pati que vorejava la paret del Castellet permetia accedir a la porta del monument.
El govern francès el va fer monument històric el 1889.
El 1904, fou enderrocat el recinte fortificat de Perpinyà, però es va respectar el Castellet. Van desaparèixer els suports anb els quals s'unia a les muralles. El bastió, així com el seu torricó, foren dinamitats.
Al segle xx, el Castellet va albergar els Arxius Municipals de la Vila de Perpinyà. Actualment, acull el Museu Català de lrs Arts i Tradicions populars, també anomenat La Casa Pairal.

## La construcció

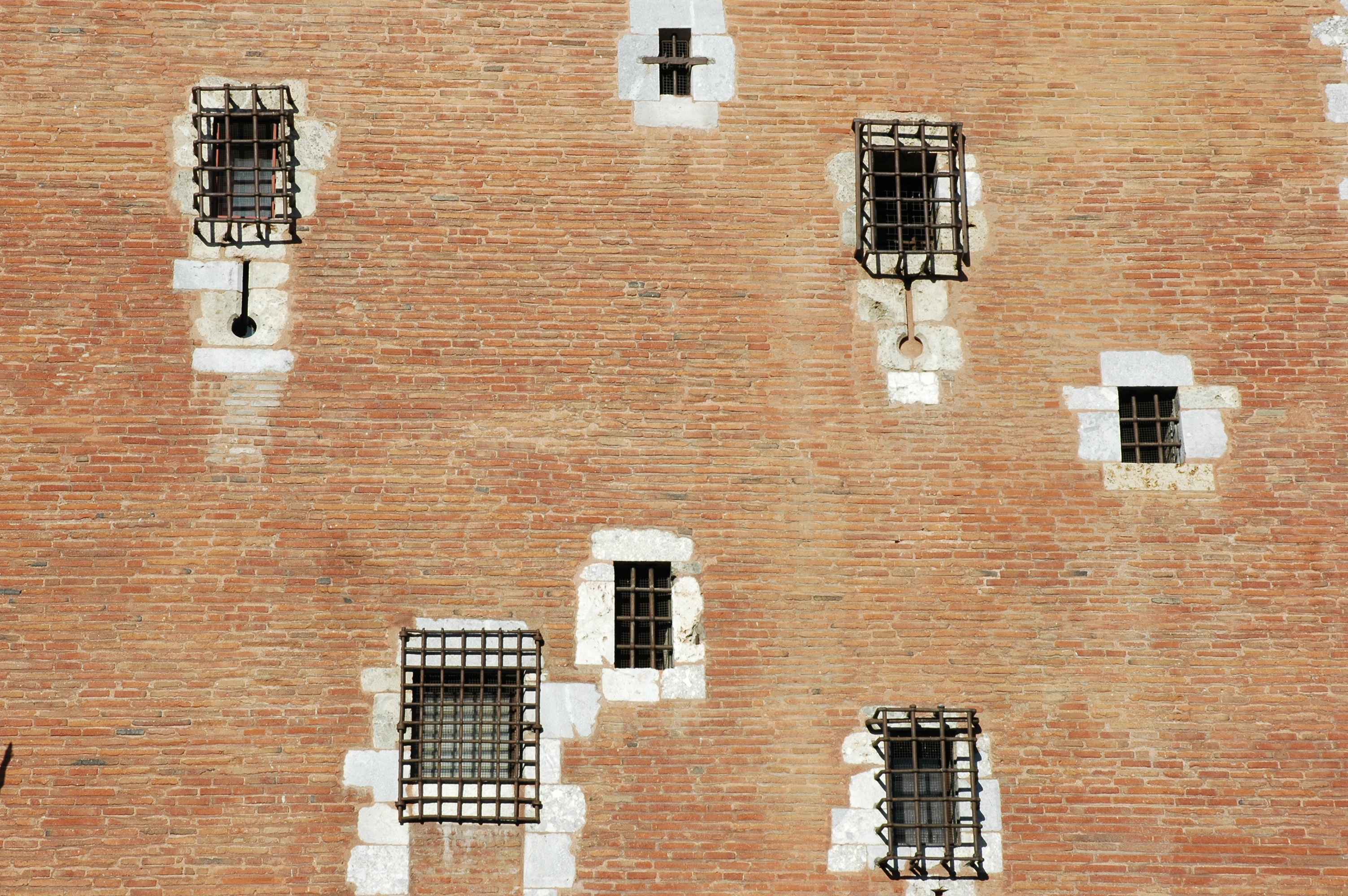
Detall de les finestres

Tot i que els paletes dels segles xiv i xv a Perpinyà feien servir el maó i els palets que treien del riu, les construccions militars només eren fetes amb maó. Pel que fa al ciment, consistia en una barreja de calç i de maons picats (el tèrbol), força adherent i resistent.
El Gran Castellet fa 31 metres de llarg i el Petit vuit. L'altura dels parapets dels merlets és de 20 metres per damunt del terra i la del carener de la torratxa de 29,20 metres. El gruix dels murs és de 3,50 metres a la seua base, de 2,80 metres al segon pis i d'1,60 metre al tercer. Una escala en espiral d'un diàmetre de 2,77 metres comunica amb el Castellet gran. Una segona escala en espiral fou feta en el gruix de la paret entre el Gran i el Petit Castellet. L'un i l'altre permeten l'accés a la terrassa.

## La presó d'Estat

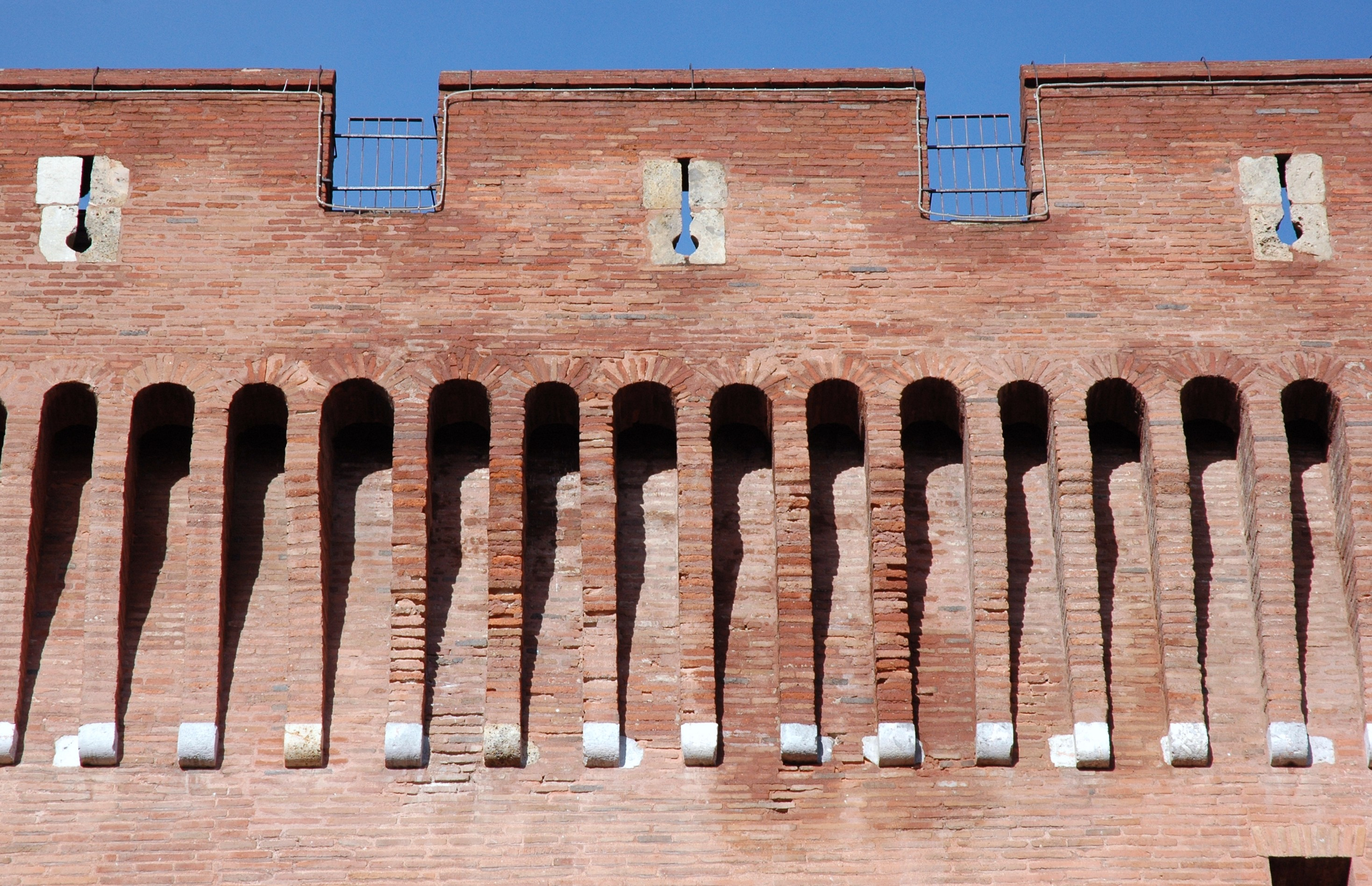
Detall

El Castellet, presó d'Estat, recollia els delinqüents de dret comú i els soldats detinguts. Un document escrit per un oficial del Génie al segle xvii (Arxius històrics del fort de Vincennes) indica com s'empraven les estances:

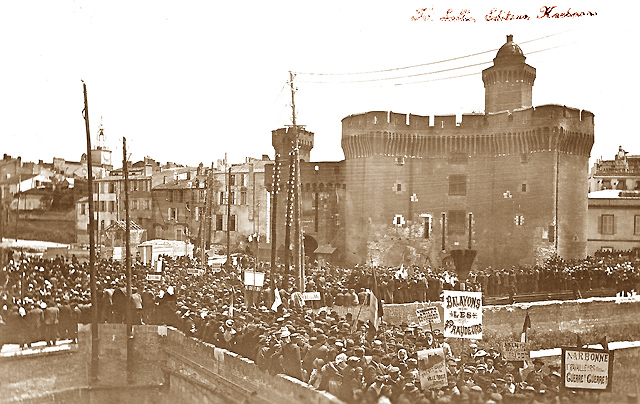
El Castellet el 1907.

- Gran Castellet: al soterrani el «calabós blanc». Al primer pis la cambra del Governador (feta servir des dels anys seixanta pels Arxius Municipals). Al segon estatge la cambra «où sont les fanatiques (on són els fanàtics)» i la cambra «où l'on donne la question (on es fan els interrogatoris, o sia les tortures)», amb els instruments de tortura.
- Petit Castillet: al soterrani, el «calabós negre». Al primer pis, la cambra dita dels «galériens» (condemnats a galeres). Al segon estatge, la cambra «où l'on enferme les soldats (on s'empresonen els soldats)» i la capella. Al tercer pis, la cambra «où l'on enferme les femmes (on s'empresonen les dones)». Els presoners són conduïts, per a la passejada, al llarg de la terrassa.
- El Cos de guàrdia, desaparegut: per a l'ús del cos de guàrdia de la presó.

## L'enigma de l'infant del Castellet
El 1948, Louis Xaragai va prendre possessió del càrrec de bibliotecari municipal al Castellet. Des de la seva arribada, l'intrigava una finestra emmarcada de pedres blanques, que semblava haver estat enreixada en altre temps, però que era llavors coberta. Manà desobstruir aquesta obertura i descobrí què hi havia allà dalt (la finestra es trobava al mur del 'Petit Castellet', a mà esquerra de l'estàtua de la Mare de Déu).

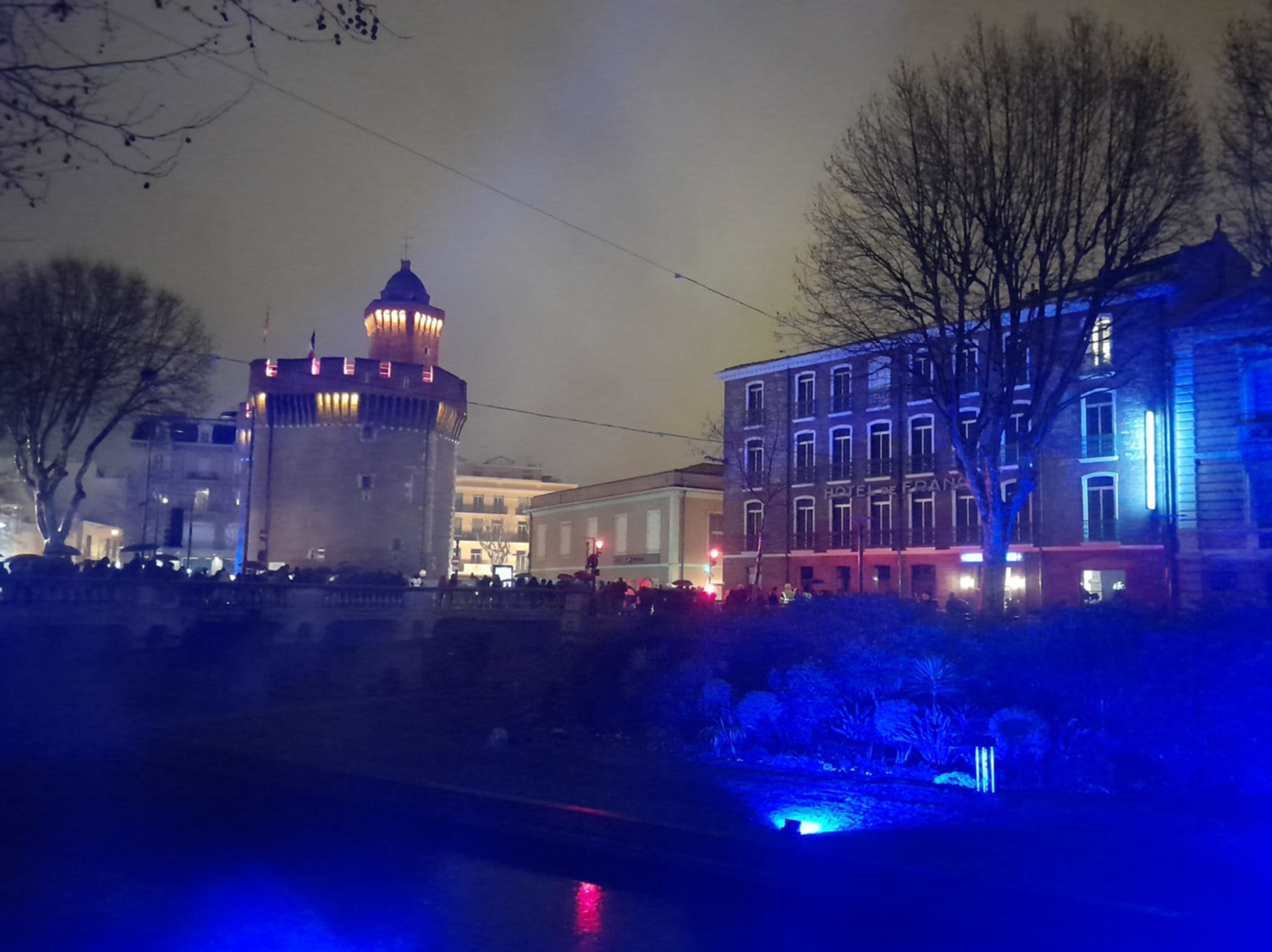
El Castellet al març de 2023

Es van treure ràpidament les pedres que la clausuraven, però el paleta es retirà immediatament, sufocat per una forta olor nauseabunda. «Hi ha un cadàver allà dins!», exclamà. S'afanyaren a mirar, i van passar a un cau de tres metres de llarg, vuitanta centímetres d'ample i dos metres d'alt, tancat per una porta de fusta revestida de ferro. S'hi descobrí l'esquelet d'un infant: son cos estirat reposava damunt un terreny de seixanta centímetres. Devia haver estat vestit quan l'hi ficaren, perquè portava sabates de cuir. S'hi recolliren ossos, pelleringues de teixit, el cul d'una sabata, ossos d'animal (les deixalles d'un àpat), un plat de l'època Lluís XVI i la meitat d'un càntir.
L'enigma estava servit i diverses teories foren proposades, com ara la més forassenyada, que avançava que es tractava de Lluís XVII mateix. Així, el delfí hauria estat confiat a uns comissaris encarregats per la Convenció Francesa de concloure la pau amb Espanya, qui exigia com a prèvia condició la remesa de l'infant. Defallit durant les negociacions, hauria estat enterrat en secret al Castellet. Després d'investigar, sembla que l'infant màrtir no fou empresonat abans de la fi del segle xix. Però el seu destí encara presenta un preocupant enigma: De qui es tractava? Què havia fet? Era un boig? O bé la seva família volia desfer-se'n? L'enigma encara està per resoldre...